# فنسنت دي باول
فنسنت دي باول (بالإنجليزية: Vincent De Paul)‏ هو ممثل أمريكي، ولد في 2 سبتمبر 1968 في الولايات المتحدة.

## أعمال

### أفلام
- (2001) علي[2]
- (2005) هيتش[3]
- (2009) جي-فورس[4][5]
- (2009) ما الذي حدث للتو؟[6]
- (2009) ملائكة وشياطين[7]
- (2011) الفنان

### مسلسلات
- رجال ماد

## وصلات خارجية
- فنسنت دي باول على موقع IMDb (الإنجليزية)
- فنسنت دي باول على موقع ألو سيني (الفرنسية)
- فنسنت دي باول على موقع قاعدة بيانات الفيلم (الإنجليزية)
- فنسنت دي باول على موقع كينوبويسك (الروسية)